# Cannonball Adderley
Julian Edwin Adderley (Tampa, Florida; 15 de septiembre de 1928-Gary, Indiana; 8 de agosto de 1975), conocido como Cannonball Adderley, fue un saxofonista alto de jazz estadounidense, encuadrado estilísticamente en el hard bop y el soul jazz.

## Biografía
Julian Edwin Adderley nació el 15 de septiembre de 1928 en Tampa, Florida, hijo del consejero escolar y cornetista Julian Carlyle Adderley y la maestra de primaria Jessie Johnson.  Sus compañeros de primaria lo llamaban "cannonball" (es decir, "caníbal") por su voraz apetito.
Cannonball se mudó a Tallahassee cuando sus padres obtuvieron puestos de profesor en la Universidad A&M de Florida. Tanto Cannonball como su hermano Nat tocaron con Ray Charles cuando Charles vivía en Tallahassee a principios de la década de 1940.  Adderley se mudó al condado de Broward, Florida, en 1948 y estudió música en la Universidad A&M de Florida. Se unió a la sección Beta Nu de la fraternidad Alpha Phi Alpha. Posteriormente, se convirtió en director de banda en la escuela secundaria Dillard de Fort Lauderdale, cargo que ocupó hasta 1950.
Adderley fue reclutado por el Ejército de los Estados Unidos en 1950 durante la Guerra de Corea, sirviendo como líder de la 36.ª Banda de Baile del Ejército. Cannonball dejó el sureste de Florida y se mudó a la ciudad de Nueva York en 1955. Una de sus direcciones conocidas en Nueva York estaba en el barrio de Corona, Queens.  Dejó Florida originalmente para cursar estudios de posgrado en conservatorios de Nueva York, pero una noche de 1955 llevó su saxofón al Café Bohemia. Le pidieron a Cannonball que acompañara a Oscar Pettiford en lugar del saxofonista habitual de su banda, Jerome Richardson, quien llegaba tarde al concierto. El revuelo en la escena del jazz neoyorquina tras la actuación de Adderley lo anunció como el heredero del manto de Charlie Parker.

## Trayectoria
Adderley formó su propio grupo con su hermano Nat después de firmar con el sello de jazz Savoy en 1955. Miles Davis se fijó en él, y fue debido a su saxofón alto con raíces blues que Davis le pidió que tocara con su grupo.  Se unió a la banda de Davis en octubre de 1957, tres meses antes del regreso de John Coltrane al grupo. Davis aparece notablemente en el álbum solista de Adderley Somethin' Else (también con Art Blakey y Hank Jones), que se grabó poco después de que ambos se conocieran. Adderley luego tocó en los discos seminales de Davis Milestones y Kind of Blue. Este período también se superpuso con el tiempo del pianista Bill Evans con el sexteto, una asociación que llevó a Evans a aparecer en Portrait of Cannonball y Know What I Mean?.
Su interés como educador se trasladó a sus grabaciones. En 1961, Cannonball narró "Introducción al jazz para niños", publicada por Riverside Records.  En 1962, Cannonball se casó con la actriz Olga James.
Desde esos años Cannonball Adderley se ganó un lugar dentro de la escena jazzística mundial y comenzó a liderar sus propias bandas y a marcar un estilo dentro de la historia del jazz. Fue uno de los exponentes más altos del hard bop y el impulsor del soul jazz con su disco más conocido Mercy, Mercy, Mercy!. Entre 1959 y 1963 grabó para el sello Riverside y formó un quinteto junto a su hermano cornetista Nat Adderley e introdujo al mundo de la música a grandes valores que se destacaron posteriormente como el pianista austríaco Joe Zawinul, el guitarrista Wes Montgomery o el destacado pianista neoyorquino Bud Powell.
En 1958 grabó el disco que dejará su nombre de líder de jazz en la historia: Somethin' Else, un disco con un quinteto de lujo que incluyó a Davis en la trompeta, Hank Jones en el piano, Sam Jones en el bajo y a Art Blakey en la percusión. 
También se destacó por ser un músico de una gran presencia en el escenario, cada tema era explicado de manera didáctica para que los espectadores pudieran interpretar los sentimientos que Adderley expresaba con su saxo. 

## Muerte y legado
En julio de 1975, Adderley sufrió un derrame cerebral a causa de una hemorragia cerebral y falleció cuatro semanas después, el 8 de agosto de 1975, en el Hospital St. Mary Methodist de Gary (Indiana). Tenía 46 años.  Fue enterrado en el cementerio Southside de Tallahassee.
Más tarde, en 1975, fue incluido en el Salón de la Fama del Jazz DownBeat. La composición de Joe Zawinul "Cannon Ball" del álbum Black Market de Weather Report es un homenaje a su antiguo líder.  Pepper Adams y George Mraz dedicaron la composición "Julian" del álbum homónimo de Pepper Adams de 1975, días después de la muerte de Cannonball.
Adderley fue iniciado como miembro honorario de la fraternidad Phi Mu Alpha Sinfonia (capítulo Gamma Theta, Universidad del Norte de Texas, '60, y capítulo Xi Omega, Universidad Estatal de Frostburg, '70) y Alpha Phi Alpha  (capítulo Beta Nu, Universidad A&M de Florida).

## Discografía

### Como líder/colíder
| Álbum                                                     | Año                  | Sello             |
| --------------------------------------------------------- | -------------------- | ----------------- |
| Presenting Cannonball Adderley                            | 1955                 | Savoy             |
| Julian "Cannonball" Adderley                              | 1955                 | EmArcy            |
| Julian Cannonball Adderley and Strings                    | 1955                 | EmArcy            |
| In the Land of Hi-Fi with Julian Cannonball Adderley      | 1956                 | EmArcy            |
| Sophisticated Swing                                       | 1957                 | EmArcy            |
| Cannonball Enroute                                        | 1957                 | Mercury           |
| Cannonball's Sharpshooters                                | 1958                 | Mercury           |
| Somethin' Else - with Miles Davis                         | 1958                 | Blue Note         |
| Portrait of Cannonball                                    | 1958                 | Riverside         |
| Jump for Joy                                              | 1958                 | EmArcy            |
| Things Are Getting Better - with Milt Jackson             | 1958                 | Riverside         |
| Blue Spring - with Kenny Dorham                           | 1959                 | Riverside         |
| Cannonball Adderley Quintet in Chicago                    | 1959                 | Mercury           |
| Cannonball Takes Charge                                   | 1959                 | Riverside         |
| The Cannonball Adderley Quintet in San Francisco          | 1959                 | Riverside         |
| Them Dirty Blues                                          | 1960                 | Riverside         |
| Cannonball Adderley and the Poll Winners                  | 1960                 | Riverside         |
| The Cannonball Adderley Quintet at the Lighthouse         | 1960                 | Riverside         |
| Know What I Mean? - with Bill Evans                       | 1961                 | Riverside         |
| African Waltz - with orchestra conducted by Ernie Wilkins | 1961                 | Riverside         |
| Plus                                                      | 1961                 | Riverside         |
| Nancy Wilson/Cannonball Adderley                          | 1961                 | Capitol           |
| The Cannonball Adderley Sextet in New York                | 1962                 | Riverside         |
| Cannonball in Europe!                                     | 1962                 | Riverside         |
| Jazz Workshop Revisited                                   | 1962                 | Riverside         |
| Cannonball's Bossa Nova                                   | 1962                 | Riverside         |
| Autumn Leaves                                             | 1963                 | Riverside (Japan) |
| Nippon Soul                                               | 1963                 | Riverside         |
| Cannonball Adderley Live!                                 | 1964                 | Capitol           |
| Live Session! - with Ernie Andrews                        | 1964                 | Capitol           |
| Cannonball Adderley's Fiddler on the Roof                 | 1964                 | Capitol           |
| Domination - with orchestra conducted by Oliver Nelson    | 1965                 | Capitol           |
| Money in the Pocket                                       | 1966 - released 2005 | Capitol           |
| Great Love Themes - with strings conducted by Ray Ellis   | 1966                 | Capitol           |
| Mercy, Mercy, Mercy! Live at 'The Club'                   | 1966                 | Capitol           |
| Cannonball in Japan                                       | 1966                 | Capitol           |
| Radio Nights                                              | 1967                 | Night             |
| 74 Miles Away                                             | 1967                 | Capitol           |
| Why Am I Treated So Bad!                                  | 1967                 | Capitol           |
| In Person - with Lou Rawls and Nancy Wilson               | 1968                 | Capitol           |
| Accent on Africa                                          | 1968                 | Capitol           |
| Country Preacher                                          | 1969                 | Capitol           |
| Legends Live - Cannonball Adderley Quintet                | 1969                 | Jazzhaus          |
| The Cannonball Adderley Quintet & Orchestra               | 1970                 | Capitol           |
| Love, Sex, and the Zodiac                                 | 1970                 | Capitol           |
| The Price You Got to Pay to Be Free                       | 1970                 | Capitol           |
| The Happy People                                          | 1970                 | Capitol           |
| The Black Messiah                                         | 1970                 | Capitol           |
| Music You All                                             | 1970                 | Capitol           |
| Inside Straight                                           | 1973                 | Milestone         |
| Pyramid                                                   | 1974                 | Milestone         |
| Phenix                                                    | 1975                 | Milestone         |
| Lovers                                                    | 1975                 | Milestone         |
| Big Man: The Legend of John Henry                         | 1975                 | Milestone         |

### Como acompañante
Con Nat Adderley
- Introducing Nat Adderley (1955)
- To the Ivy League from Nat (1956)
- That's Right! (1960)
- In the Bag (1962)
- Soul Zodiac (1972)
- Soul of the Bible (1972)
- Double Exposure (1975)

Con Gene Ammons
- Gene Ammons and Friends at Montreux (Prestige, 1973)

Con David Axelrod
- Heavy Axe (1974)

Con John Benson Brooks
- Alabama Concerto (1958)

Con Ray Brown
- Ray Brown with the All Star Big Band (1962)
- Two For The Blues (1966)

Con Paul Chambers
- Go (1959)

Con Kenny Clarke
- Bohemia After Dark (1955)

Con Milt Jackson
- Plenty, Plenty Soul (Atlantic, 1957)

Con Miles Davis
- Milestones  (1958)
- 1958 Miles (1958)
- Miles & Monk at Newport (1958) también Miles Davis at Newport 1955-1975: The Bootleg Series Vol. 4
- Jazz at the Plaza (1958)
- Porgy and Bess (1958)
- Kind of Blue (1959)

Con Raul de Souza
- Colors (1974)

Con Gil Evans
- New Bottle Old Wine (1958)

Con Jimmy Heath
- Really Big! (Riverside, 1960)

Con Jon Hendricks
- A Good Git-Together (1959)

Con Philly Joe Jones
- Drums Around the World (Riverside, 1959)

Con Sam Jones
- The Chant (Riverside, 1961)

Con Oscar Peterson
- Bursting Out with the All-Star Big Band! (1962)

Con Louis Smith
- Here Comes Louis Smith (1958)

Con Sarah Vaughan
- In the Land of Hi-Fi (1955)

Con Eddie "Cleanhead" Vinson
- Back Door Blues (1961)

Con Dinah Washington
- In the Land of Hi-Fi (1956)

Con Joe Williams
- Joe Williams Live (1972)